# Ђа Јифан
Ђа Јифан (кинески: 贾一凡; рођена 29. јуна 1997. године) је кинеска играчица бадминтона и олимпијска шампионка. Са партнерком Чен Ћингчен, Ђа је освојила сребро у женском пару на Љетњим олимпијским играма 2020. године и злато у истом такмичењу на Љетњим олимпијским играма 2024. године. 
Ђа је освојила четири златне медаље на светским првенствима 2017., 2021, 2022. и 2023. године. Такође је освојила двије златне медаље на Азијским играма 2018. и 2022. године, као и на азијским првенствима 2019. и 2022. године. Ђа је била дио кинеског побједничког тима на Судирман купу 2019, 2021. и 2023, као и на Убер купу 2020. године. Такође је освојила сребрну медаљу на Љетњим олимпијским играма 2020. године. Достигла је високу позицију у каријери као свјетски број 1 у женском пару са Чен Ћингчен у новембру 2017. године.

## Каријера
У 2023. години, Јиа и Чен Ћингчен су помогли националном тиму да стигне до финала Судирман купа тако што су освојили одлучујући меч, побједивши колегу бившег светског бр. 1 пар Јуки Фукушима и Сајака Хирота у директним играма. Тим је затим завршио турнир подижући пехар 13 пута. У августу, Јиа и Чен освојиле су титулу свјетског шампиона побједивши Апријиани Рахају и Сити Фадиа Силва Рамаџанти у финалу. Овај двојац постаје први женски пар/дубл који је освојио четири злата у историји свјетских првенстава. У октобру су освојиле Отворено првенство Данске, поставши први кинески женски пар који је освојио титулу одбранивши титулу.
На Љетњим олимпијским играма 2024., са партнером Чен Ћингчен, Јиа је освојила злато у женском дублу, побједивши сународнице Љу Шенгшу и Тан Нинг са 2–0 у финалу.